# Jean-Baptiste Rymenans
Jean-Baptiste Rymenans était un chroniqueur, pharmacien, historien, bibliophile, poète et écrivain flamand, né le 19 novembre 1748 à Diest et mort le 25 octobre 1840 à Malines.

## Biographie
Jean-Baptiste Rymenans est le fils de Jan-Paul Rymenans et d'Isabella-Theresia Cockx. Il épouse Barbe van den Nest puis Caroline Joséphine van Humbeeck.
Après ses études (1784), Jan Baptist Rymenans débute comme apprenti pharmacien adjoint avec le maître pharmacien malinois Paulus de West, dont il reprend l'officine. Il devient inspecteur de l'hôpital et secrétaire du comité médical local. Il participe à l'enquête sur l'eau potable, la réponse appropriée aux épidémies et la détection de ventes illégales de médicaments.
Rymenans devient membre de la municipalité de Malines puis greffier de la justice de paix du canton nord de Malines puis juge de paix.
Chroniqueur (de la guilde de Malines « Den Ouden Boog »), amateur d'art, poète et littéraire flamand, donnant des poèmes occasionnels, tels que Le palais Signoorken abandonné, Rymenans réalise également  également un important travail de compilation des « Extraits des comptes de la ville » et des « Rapports de la Commission médicale locale », dont il est le secrétaire.

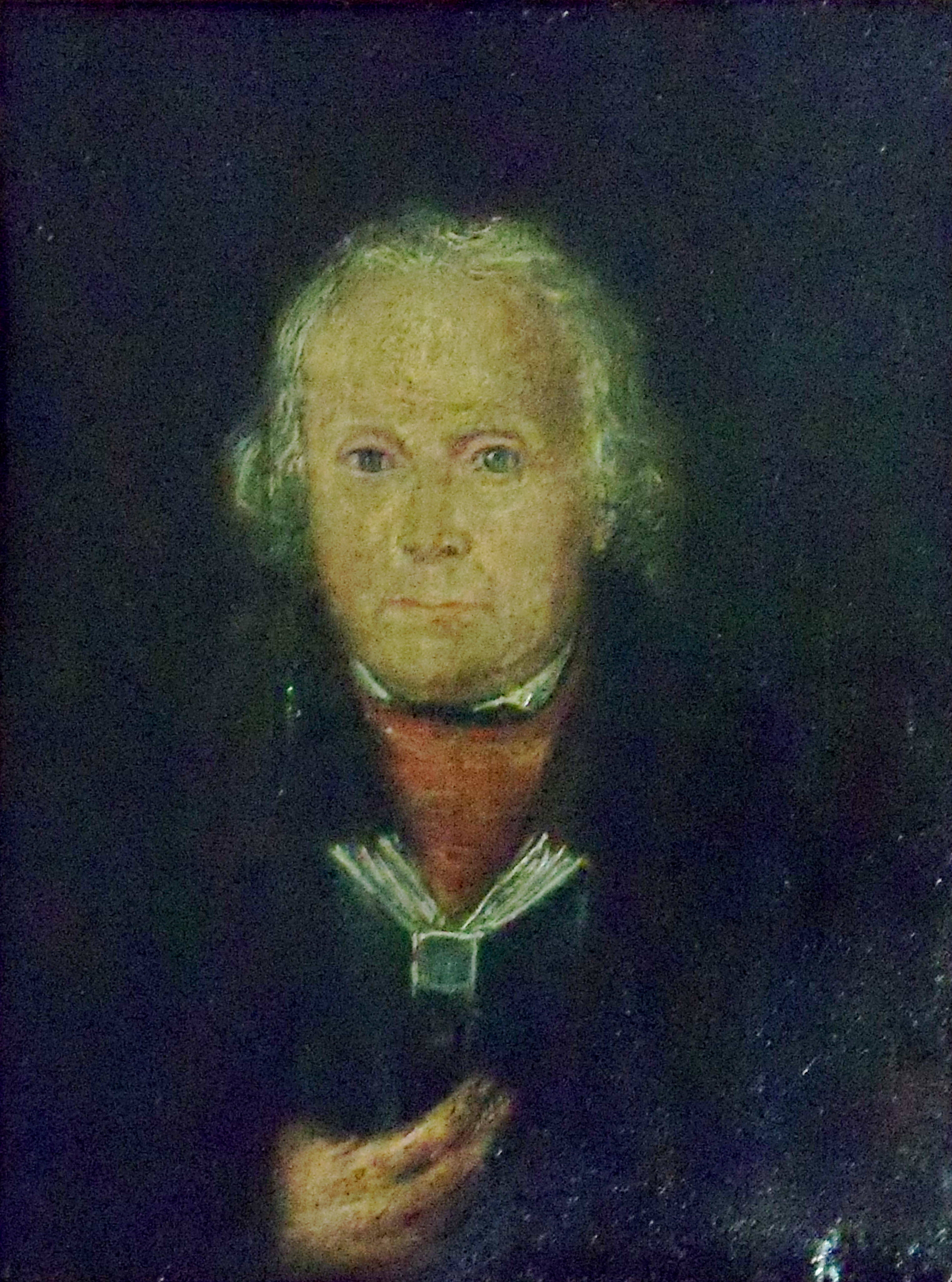
Portrat de Rymenans.

Il fut le rédacteur de deux catalogues de ventes publiques de livres : celui de 1808 de la collection du chevalier Gaspar-Joseph de Servais (1735-1807) le botaniste, et celui de la collection du chanoine Gaspar François du Trieu (1752-1826) vendue en mars 1832 à Malines pendant 6 jours ouvrables.  Leurs carrières et leurs ex-libris armoriés ont été étudiés par Benjamin Linnig.
Un exemplaire du catalogue de du Trieu, chanoine gradué de l'ancien chapitre métropolitain de Malines, a été numérisé et placé sur Internet par l'Université de Gand.  Elle publia également le catalogue de la vente Rymenans des ouvrages  achetés par Ferd. Verhulst de juin 1842.  Une autre partie de la bibliothèque Rymenans avait été achetée par un libraire parisien.